# Carole Bo Ram Autret
 (octobre 2021).
Pour les articles homonymes, voir Autret et RAM.
Carole Bo Ram Autret, (nom de naissance: Lee Bo Ram, 이보람), née le 15 décembre 1984 à Séoul, est une pratiquante française d'arts martiaux vietnamiens et chinois et indonésiens.

## Biographie
Carole Bo Ram a été adoptée à l’âge de sept mois en France et a grandi à Brest. Attirée par le sport dès son plus jeune âge, elle commence la gymnastique à quatre ans à l’Armoricaine de Brest, discipline qu'elle pratiquera jusqu’à ses 17 ans. En 2002, elle passe son bac scientifique au lycée de L’Harteloire de Brest. Puis poursuit ses études en classe préparatoire au lycée de Kérichen (Brest) - série Maths-Physique jusqu’en 2005. En 2008, elle obtient le diplôme d’ingénieur de l’École spéciale des travaux publics de Paris (ESTP Paris).

## Carrière
En 2002, après 13 ans de gymnastique et dans une optique de renouer avec ses origines asiatiques, elle commence sa pratique martiale par le Quan Khi Dao, art martial vietnamien, au sein du Chuong Quan khi Dao Club Brestois. Suivant ses études supérieures parallèlement, elle appréhende initialement ce sport surtout comme un loisir pour se défouler. Les arts martiaux vietnamiens offrent une grande diversité technique mais, sans-doute influencée par son passif de gymnaste, elle se découvre au fur et à mesure un attrait pour les « quyen » (l’équivalent des kata dans les arts martiaux japonais), à mains nues et avec armes. Quelques années après ses débuts et de retour à Brest à la suite de ses études d'ingénieur, Carole Bo Ram est élue au Comité départemental de karaté et disciplines associées du Finistère] (CDK29) en tant que Vice-présidente de 2008 à 2016.
Sous les couleurs du Chuong Quan Khi Dao Club brestois, elle a participé à de nombreux championnats dont les championnats du monde WTKA en 2011 et 2012 à Marina Di Carrara – Italie. Elle quitte le club en mars 2013.
Elle intègre en septembre 2013 le Penchak Silat Penn Ar Bed (Brest), où elle commence la pratique du Penchak Silat en cours communs, tout en pratiquant parallèlement et individuellement le Vo Co Truyen, un autre style martial vietnamien. Au cours de la saison 2013-2014, elle est sélectionnée en équipe de France FFKDA. Elle participe ainsi, avec la sélection française, aux championnats internationaux de Vo Co Truyen à Ho CHi Minh Ville en Juillet 2014, où elle remporte la médaille de bronze en quyen épée fédéral. 
Après une saison blanche en 2014-2015, la sportive reprend la compétition, cette fois-ci en Wushu, au sein de l'école Wushu Brest puis, récemment au Team Karaté Brestois.

## Distinction
Médaille de la jeunesse, des sports et de l'engagement associatif, bronze au 14 juillet 2014 (Département du Finistère);

## Titres
- Triple championne du monde WTKA 2011 (Marina Di Carrara – Italie)
- Triple championne du monde WTKA 2012 (Marina Di Carrara – Italie)
- Médaille de bronze au championnat international de Vo Co Truyen 2014 (Ho Chi Minh Ville – Vietnam)

## Palmarès

### Saison 2007-2008
- Championnat de France AMV à Paris (FFKDA)
  - 1re place en Bai Quyen (gradés) Féminines Séniors
  - 1re place an Bai Vu Khi (gradés) Féminines Séniors
- Coupe de France de Chuong Quan Khi Dao à Miramas
  - 2e place en Bai Quyen mixte ceinture noire

### Saison 2008-2009
- Championnat de France AMV à Paris (FFKDA)
  - 2e place en Bai Quyen Séniors Féminines
  - 2e place en Bai Vu Khi Séniors Féminines

### Saison 2009-2010
- Championnat de France AMV à Paris (FFKDA)
  - 2e place en Bai Quyen Séniors Féminines

### Saison 2010-2011
- Championnat de France AMV à Paris (FFKDA)
  - 2e place en Bai Vu Khi Séniors Féminines

### Saison 2011-2012
- Championnat du monde WTKA à Marina Di Carrara – Italie[3]
  - 1re place en Bai Quyen Féminines ceinture noire Séniors – Arts Martiaux Vietnamiens
  - 2e place en Bai Vu Khi Féminines ceinture noire Séniors – Arts Martiaux Vietnamiens
  - 1re place en Bai Quyen Séniors Féminines – All Styles
  - 1re place en Bai Vu Khi Séniors Féminines – All Styles
- Championnat de France AMV à Paris (FFKDA)
  - 3e place en Bai Vu Khi Séniors Féminines
  - 3e place en Bai Quyen Séniors Féminines

### Saison 2012-2013
- Championnat du monde WTKA à Marina Di Carrara – Italie[4]
  - 1re place en Bai Quyen Féminines ceinture noire Séniors – Arts Martiaux Vietnamiens
  - 1re place en Bai Vu Khi Féminines ceinture noire Séniors – Arts Martiaux Vietnamiens
  - 1re place en Bai Quyen Séniors Féminines – All Styles
  - 2e place en Bai Vu Khi Séniors Féminines – All Styles
- Championnat de France AMV à Paris (FFKDA)[5]
  - 3e place en Bai Vu Khi Séniors Féminines
  - 2e place en Bai Quyen Séniors Féminines

### Saison 2013-2014
- Membre de l'équipe de France FFKDA Vo Co Truyen
- Coupe de France de Vocotruyen FFKDA (Paris)
  - 1re place en Quy Dinh mains nues Lao Mai Quyen Séniors Féminines
  - 1re place en Quy Dinh mains nues Huynh Long Doc Kiem Séniors Féminines
- Championnat de France AMV à Paris (FFKDA)[6]
  - 2e place en Bai Quyen Séniors Féminines
  - 2e place en Bai Vu Khi Séniors Féminines
- Championnat international de VoCoTruyen (Ho Chi Minh Ville – Vietnam)
  - 3e place en technique à l'épée « Huynh Long Doc Kiem » Séniors Féminines

### Saison 2015-2016
- Championnat de France de Wushu moderne à Le Cannet (FFKDA)
  - 2e place en Taiji Chen Classique Séniors Féminines
- Championnat de France de Wushu traditionnel à Saint Maur Des Fossés (FFKDA)
  - 1re place en Taolu Séniors Féminines
  - 3e place en Qingda Séniors Féminines -56 kg

### Saison 2016-2017
- Championnat de France de Wushu moderne à Saint Maur Des Fossés (FFKDA)
  - 2e place en Taiji Chen Classique Séniors Féminines

### Saison 2017-2018
- Championnat de France de Wushu - Taolu moderne à Evreux (FFK)
  - 2e place en Taolu moderne interne Classique Séniors Féminines
- Championnat d'Europe de Taiji à Moscou (E.W.U.F)
  - 5e place en Taijijian Classique Séniors Féminines

### Saison 2018-2019
- Championnat de France de Wushu - Taolu moderne à Deauville (FFK)
  - 1re place en Taolu moderne interne Classique Séniors Féminines

WTKA : World Traditionnal Kickboxing Association
AMV : Arts Martiaux Vietnamiens

## Galerie photos

Carole Bo Ram Autret en Vo Co Truyen
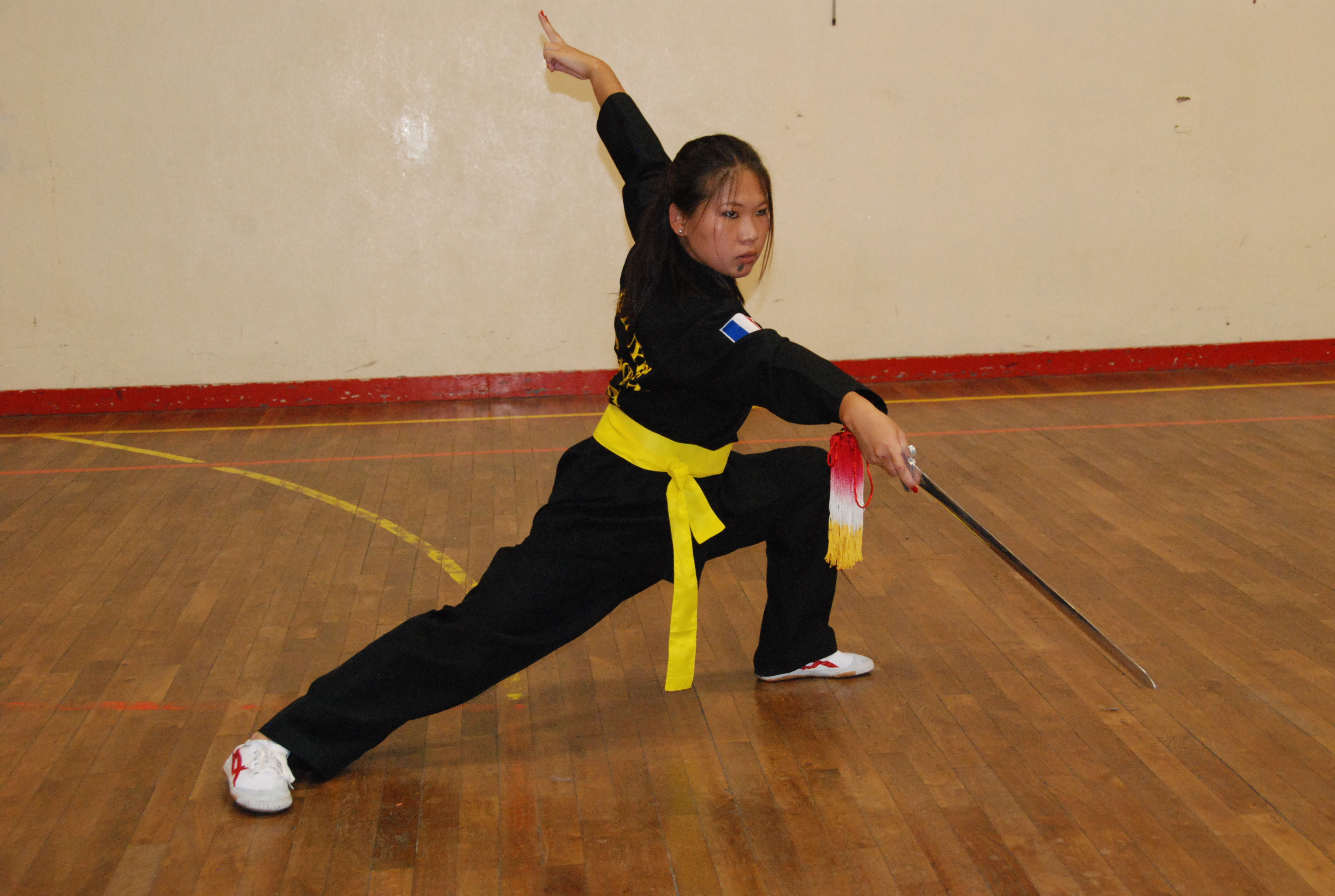
Carole Bo Ram Autret - VoCoTruyen - Épée simple
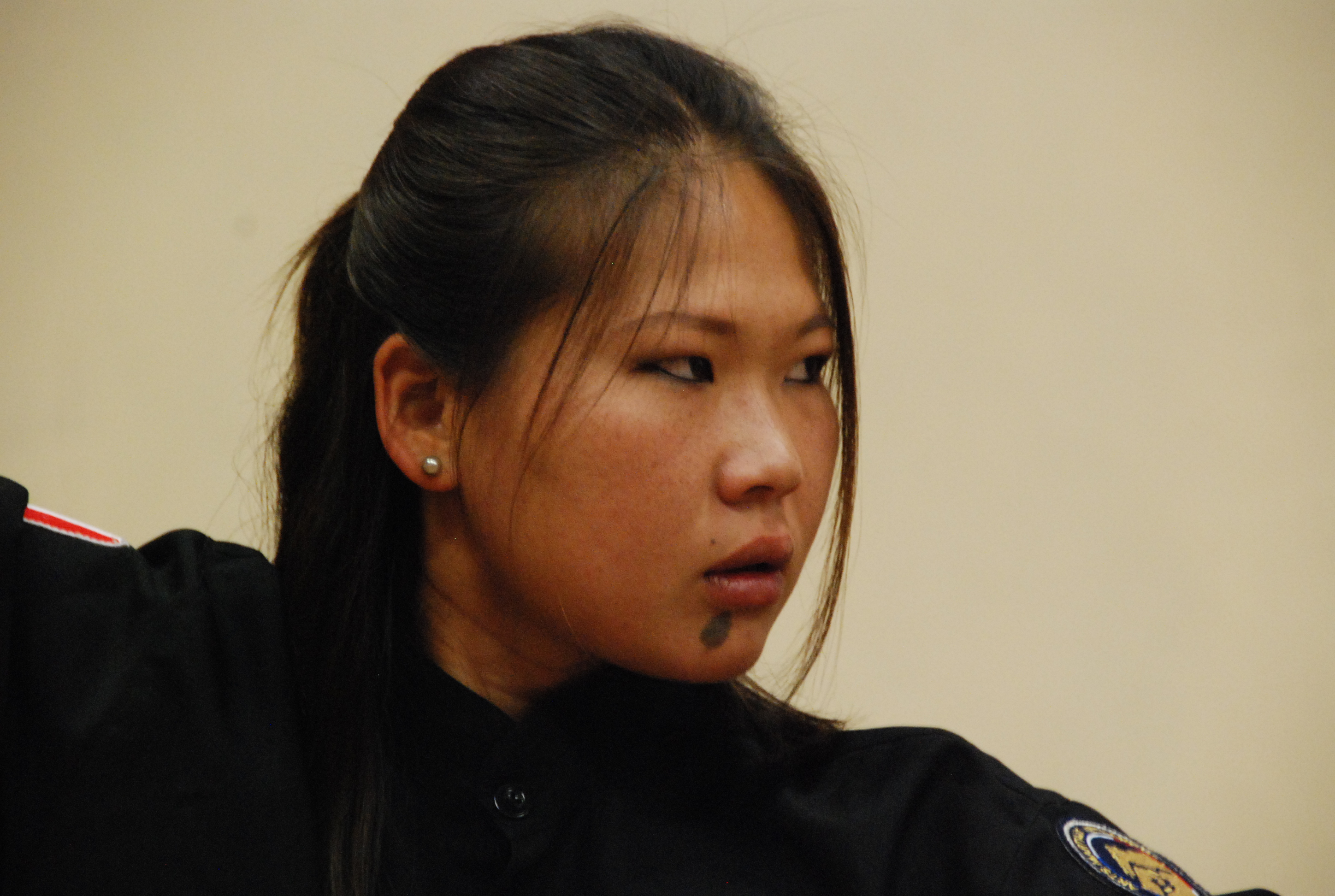
Carole Bo Ram Autret
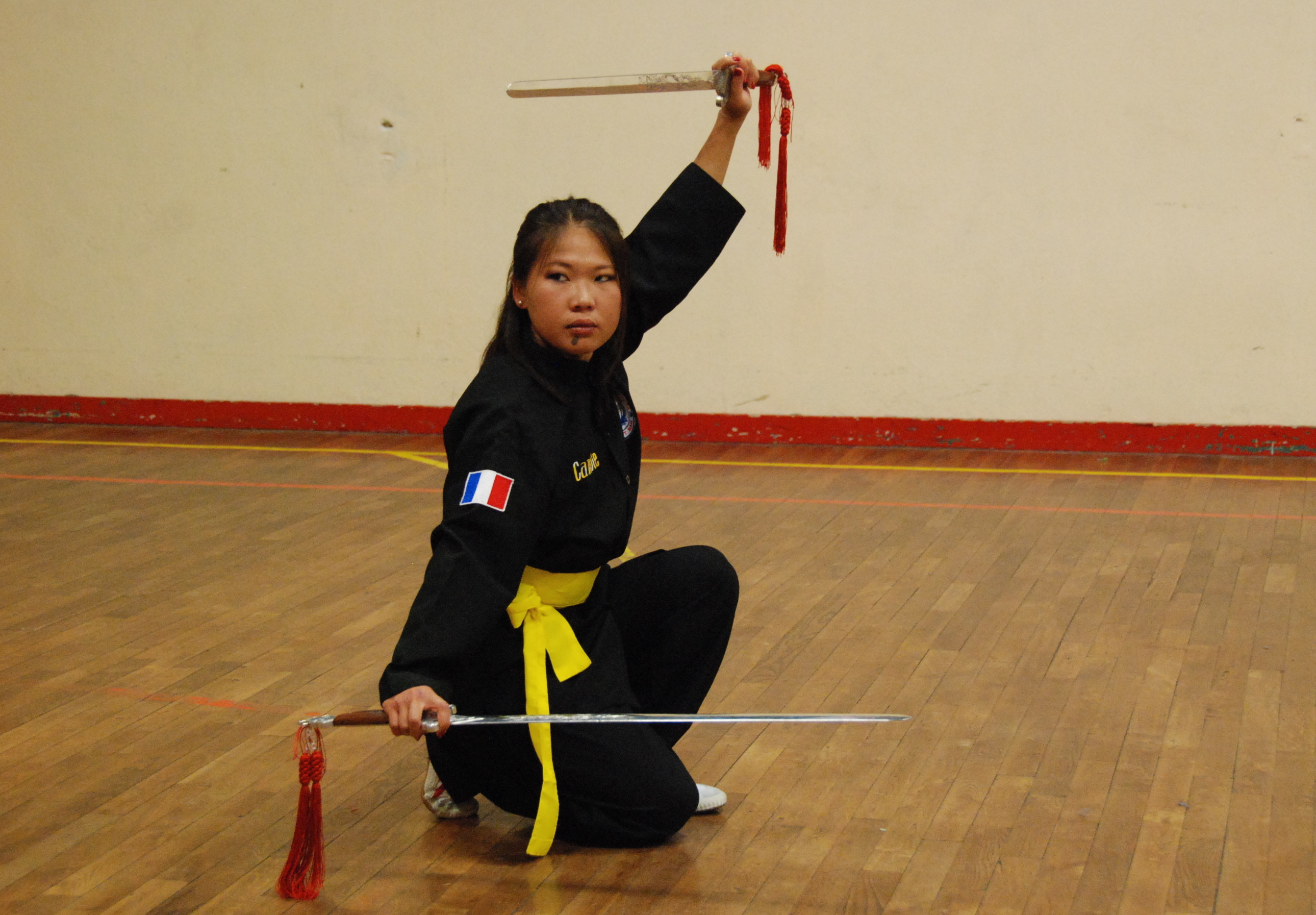
Carole Bo Ram Autret - VoCoTruyen - Double épée
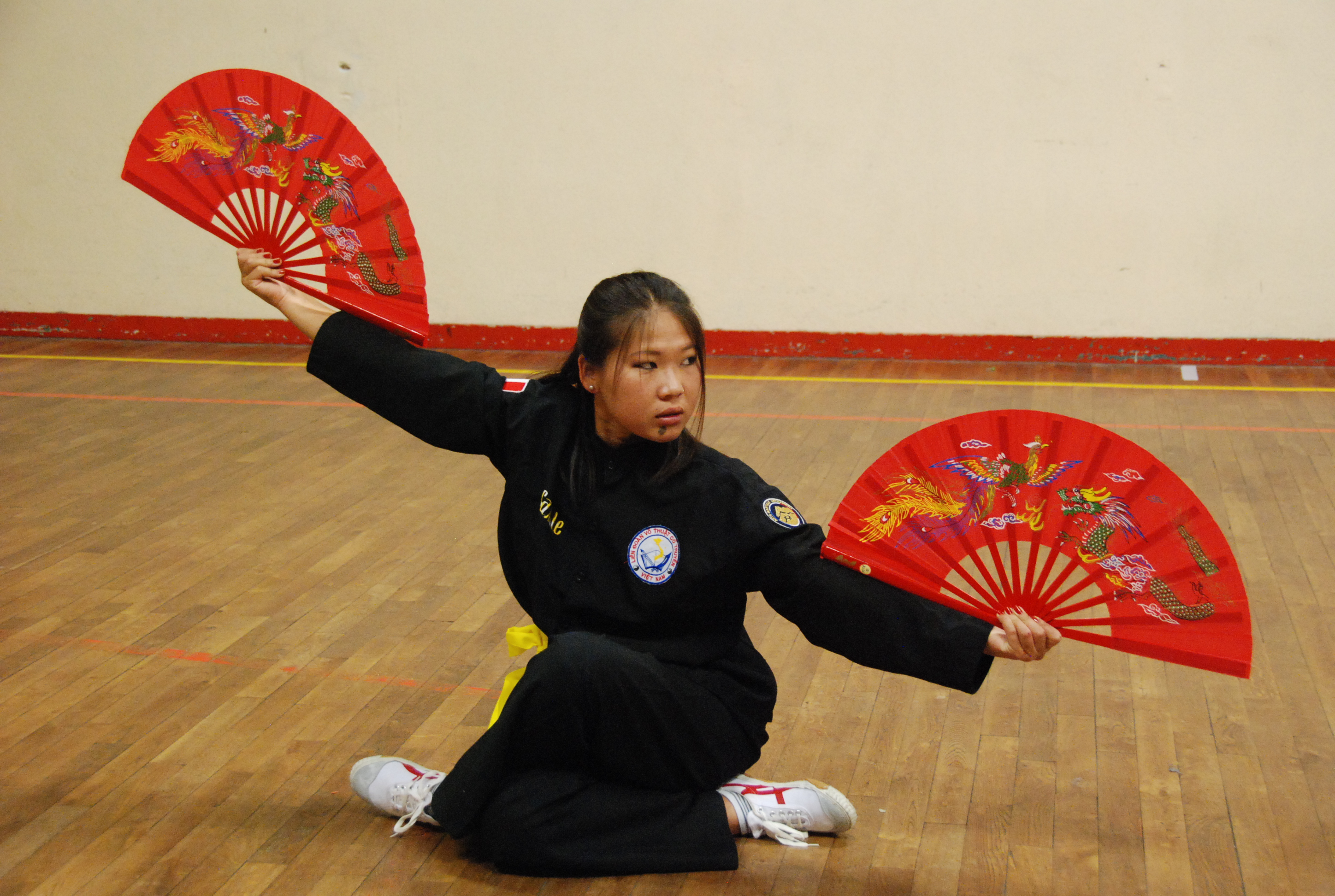
Carole Bo Ram Autret - VoCoTruyen - Double éventail